# Capire l'antifona

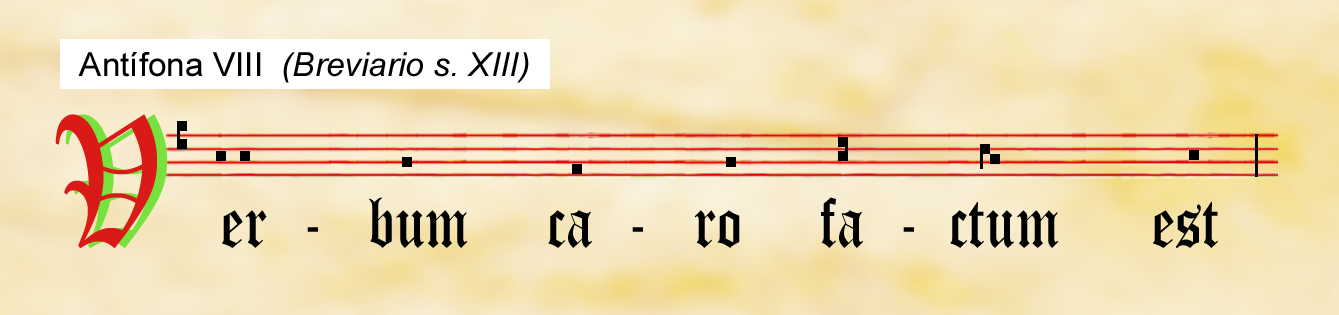
Note e testo di un'antifona così come apparivano in un breviario del XIII secolo

Capire l'antifona è un'espressione idiomatica della lingua italiana. Significa aver capito il succo di un discorso poco esplicito, allusorio o troppo prolisso; viene anche usata per indicare che si è colta un'intenzione non rivelata apertamente.

## Origini
L'origine della frase è da ricercare nella liturgia cattolica: l'antifona è infatti un breve verso che viene recitato o cantato prima e dopo la salmodia, durante l'ufficio o la messa. Musicalmente, si tratta della prima forma di ritornello e la sua origine è molto antica (il Canto gregoriano, ad esempio, ne fa un uso esteso).
La caratteristica fondamentale dell'antifona è quella di riassumere in pochi versi l'intero salmo, o in altri casi di conferirgli un senso particolare a seconda della festa o della liturgia per il quale viene usato: da qui l'origine della locuzione. Inoltre, l'antifona, nella messa, è fissa per ciascuna domenica dell'anno e, quindi, chi è particolarmente assiduo alla pratica religiosa, dall'ascolto dell'antifona può - ove eventualmente non lo sapesse - immediatamente comprendere in quale domenica dell'anno si è e intuire in anticipo ciò che andrà a seguire.

## Espressioni idiomatiche con la stessa origine
L'espressione "capire l'antifona" condivide la sua origine con un altro modo di dire: "È più lunga l'antifona del salmo". Questa espressione si usa per descrivere in modo ironico un discorso la cui premessa è più lunga della parte dedicata all'argomento di cui si vuole parlare.